# オオシマドジョウ
オオシマドジョウ（大縞泥鰌、Cobitis sp. BIWAE type A）は、以前、シマドジョウ西日本グループ4倍体型と呼ばれていたドジョウ科の魚である。2012年に標準和名が提唱された。正式な学名は未定である。生息地では比較的個体数が多い。

## 分布
日本の本州の瀬戸内海流入河川・福井県以西の日本海流入河川、四国の瀬戸内海流入河川、淡路島、九州の大分川・大野川。河川中流域の、砂底もしくは砂礫底や水の澄んだ湖沼の平瀬や淵に生息し、よく砂に潜り込む。

## 形態
全長10-14cm。他のシマドジョウ属より体が大きく、体の背面には不明瞭な暗色斑が、側面には明瞭な暗色斑が1列に並ぶ。体側には濃紺の縦帯が走る。尾鰭基底には2つの黒色斑がある。また、尾鰭には2-4裂の黒色斑がある。雄の胸鰭は雌より大きい。骨質盤はくちばし状で先端部は後方に湾曲する。口髭は長い。尾鰭付け根の黒点は上下ともに明瞭。

## 生態
繁殖期は5-6月で、川に流れ込む細流の水生植物の根や茎に、1個ずつバラバラに卵を産卵する。砂底の小動物、水生昆虫、藻類、デトリタスを食す。詳しい生態は不明。卵の直径は約2.1mmで、卵黄は白色、卵膜は薄くて粘着性がある。受精後2-3日でふ化し、ふ化後 2日で、全長5.1mmとなり、外鰓が長くのびる。

## 地方名
- 生息地全域　シマドジョウ、カワドジョウ、ササドジョウ（混称）
- 広島県　スナドジョウ
- 山口県　スジ[2]